# Santo Antônio do Leverger
Santo Antônio do Leverger là một đô thị thuộc bang Mato Grosso, Brasil. Đô thị này có diện tích 12260,081 km², dân số năm 2007 là 18859 người, mật độ 1,54 người/km².